# Zwartewatersklooster
 Zwartewatersklooster  is een buurtschap in de gemeente Zwartewaterland, in de Nederlandse provincie Overijssel. 
Archeologisch onderzoek heeft aangetoond dat de zandrug in veenachtig gebied waarop de buurtschap ligt waarschijnlijk al voor het begin van de jaartelling bewoond was.
De buurtschap ontleent zijn naam aan het Mariënklooster of Zwartewaterklooster, een nonnenklooster dat hier in 1233 werd gesticht als memorieklooster voor de in 1227 in de slag bij Ane omgekomen bisschop van Utrecht, Otto van Lippe. Het klooster werd aan het eind van de 16e eeuw gedurende de Nederlandse opstand afgebroken. Kloostermoppen zijn na de afbraak deels hergebruikt voor bebouwing in het dorp.
Hoofdplaats: Hasselt      Stad: Genemuiden

Dorpen: Kamperzeedijk-Oost · Kamperzeedijk-West · Zwartsluis     
Buurtschappen: Afsched · Baarlo · Cellemuiden · De Velde · Genne · Genne-Overwaters · Holten · Kievitsnest · Mastenbroek (deels) · Nieuwe Wetering · Roebolligehoek · Streukel · Zwartewatersklooster

Voormalige gemeenten: Genemuiden · Hasselt · Zwartsluis

Overijssel · Steden en dorpen in Overijssel      Nederland · Provincies · Gemeenten